# Глина

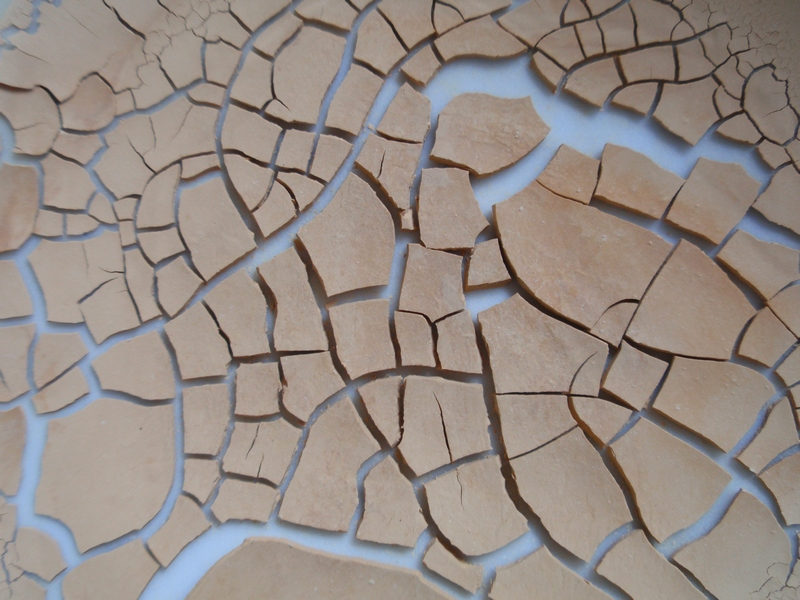
Бентонитовая глина, высушенная в фарфоровой чаше

Гли́на — тонкодисперсная осадочная горная порода, плотная в сухом состоянии, пластичная при увлажнении. Обычно под глинистыми породами подразумеваются отложения, сложенные частицами диаметром менее 0,002 мм (или менее 0,005 мм), которых должно быть не менее 50 % (или 30 %), то есть используется гранулометрический критерий. Также под глинами часто подразумевают породы, сложенные глинистыми минералами (минералогический критерий).
Глина состоит из одного или нескольких глинистых минералов (группы каолинита, смектита, хлорита, гидрослюд) или других слоистых алюмосиликатов), но может содержать и песчаные, и пылеватые частицы. Как правило, породообразующим минералом в глине является каолинит (Al₄[Si₄O₁₀](OH)₈), его состав: 47 % (от массы) оксида кремния (IV) (SiO2), 39 % оксида алюминия (Al2О3) и 14 % воды (Н2O).
Al2O3 и SiO2 — составляют значительную часть химического состава глин жёлтого, коричневого, синего, зелёного, лилового и даже чёрного цветов. Окраска обусловлена примесями ионов — хромофоров.
Свойства глин: пластичность, огневая и воздушная усадка, огнеупорность, спекаемость, цвет керамического черепка, вязкость, усушка, пористость, набухание, дисперсность. Глина является самым устойчивым гидроизолятором — водонепропускаемость является одним из её качеств. За счёт этого глиняная почва — самый устойчивый тип почвы, развитый на пустырях и пустошах. Водонепропускаемость глины полезна для сохранения качества подземных вод — значительная часть качественных артезианских источников залегает между глинистыми слоями.
Глины являются важными компонентами почв, придающими им способность удерживать воду и растворенные в ней вещества, перемещать их с глубины к поверхности за счет капиллярного переноса, противостоять водной и ветровой эрозии.

## Минералы, содержащиеся в глинах
Основная статья: Глинистые минералы
- Группа каолинита:
  - Каолинит (Al2O3·2SiO2·2H2O)
  - Галлуазит (Al2O3·SiO2·H2O)
- Группа смектитов:
  - Монтмориллонит (MgO·Al2O3·3SiO2·1,5H2O)
  - Контронит
  - Алиеттит (Ca0.2Mg6(Si,Al)8O20(OH)4·4H2O)
  - Бейделлит (Na0.5Al2(Si3.5Al0.5)O10(OH)2·n(H2O)
- Группа гидрослюд:
  - Иллит (гидромусковит) (K0.75(H3O)0.25)Al2(Si3Al)O10((H2O)0.75(OH)0.25)2
  - Гидробиотит
  - Вермикулит (Mg+2, Fe+2, Fe+3)3 [(AlSi)4O10]⋅(OH)2⋅4H2O
- Группа хлорита:
  - Хлориты (Mg,Fe)3(Si,Al)4O10(OH)2·(Mg,Fe)3(OH)6
- Прочие алюмосиликаты:
  - Пирофиллит (Al2O3·4SiO2·H2O)
  - Андалузит, дистен и силлиманит (Al2O3·SiO2)
  - Монотермит (0,2[K2MgCa]O·Al2O3·2SiO2·1,5H2O)
  - Накрит[англ.] (Al2O3·SiO2·2H2O)
- Оксиды и гидроксиды алюминия:
  - Гидраргиллит (Al2O3·3H2O)
  - Диаспор (Al2O3·H2O)
  - Корунд (Al2O3)

## Минералы, загрязняющие глины и каолины
- Кварц (SiO2)
- Гипс (CaSO4·2H2O)
- Доломит (CaCO3•MgCO3)
- Кальцит (CaO·CO2)
- Глауконит (K2O·Fe2O3·4SiO2·10H2O)
- Лимонит (Fe2O3·3H2O)
- Магнетит (FeO·Fe2O3)
- Марказит (FeS2)
- Пирит (FeS2)
- Рутил (TiO2)
- Серпентин (3MgO·2SiO2·2H2O)
- Сидерит (FeO·CO2)

## Происхождение
Чаще всего глинистые минералы образуются в результате длительного химического выветривания силикатсодержащих пород. Они также могут образовываться локально в результате гидротермальной активности. Химическое выветривание происходит в основном за счёт кислотного гидролиза из-за небольших концентраций угольной кислоты, растворенной в дождевой воде или выделяемой корнями растений. Кислота разрывает связи между алюминием и кислородом, высвобождая ионы других металлов и кремнезём (в виде геля ортокремниевой кислоты):5—11.
Образовавшиеся глинистые минералы зависят от состава породы и климата. Кислотное выветривание богатой полевым шпатом породы, такой как гранит, в теплом климате приводит к образованию каолина. Выветривание той же породы в щелочных условиях дает иллит. Смектит образуется в результате выветривания магматической породы в щелочных условиях, а гиббсит образуется в результате интенсивного выветривания других глинистых минералов:10—11.
Есть два типа глинистых месторождений: первичные и вторичные. Первичные глины образуются в виде остаточных отложений в почве и остаются на месте образования. Вторичные глины — это глины, которые были перенесены из своего первоначального местоположения в результате водной эрозии и сформировались в новых осадочных отложениях. Вторичные глинистые отложения обычно связаны с очень низкоэнергетической средой осадконакопления, такой как большие озера и морские бассейны.

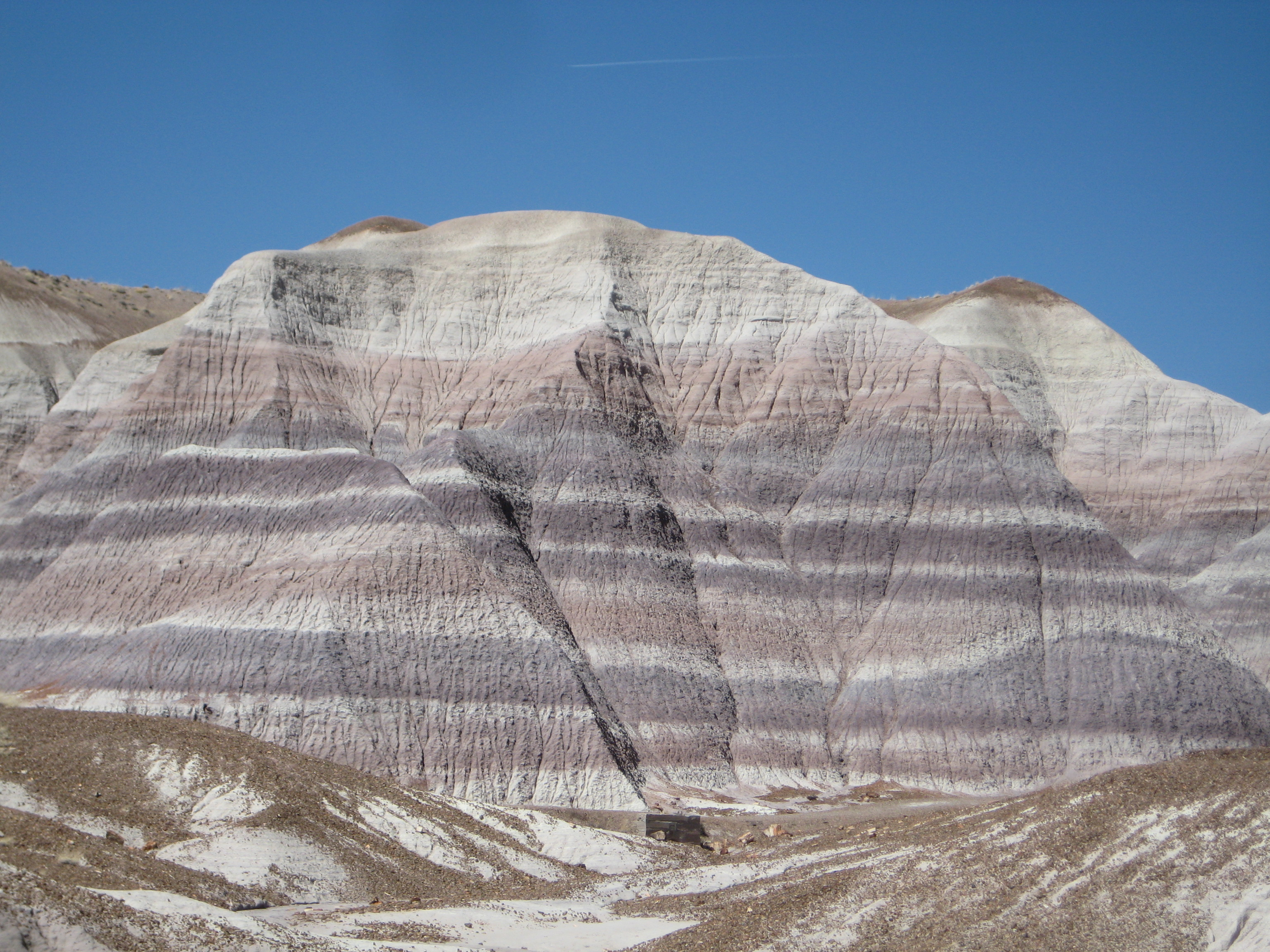
«Голубая» гора из глины и других осадочных пород в национальном парке «Окаменелый лес», Аризона (США). Чередующиеся горизонтальные слои глины разных оттенков — свидетельство последовательного накопления вторичных глин разного состава и различных условий породообразования. Белые слои представляют собой почти чистую бентонитовую глину.

## Применение
Глина активно применяется человечеством с незапамятных времён.

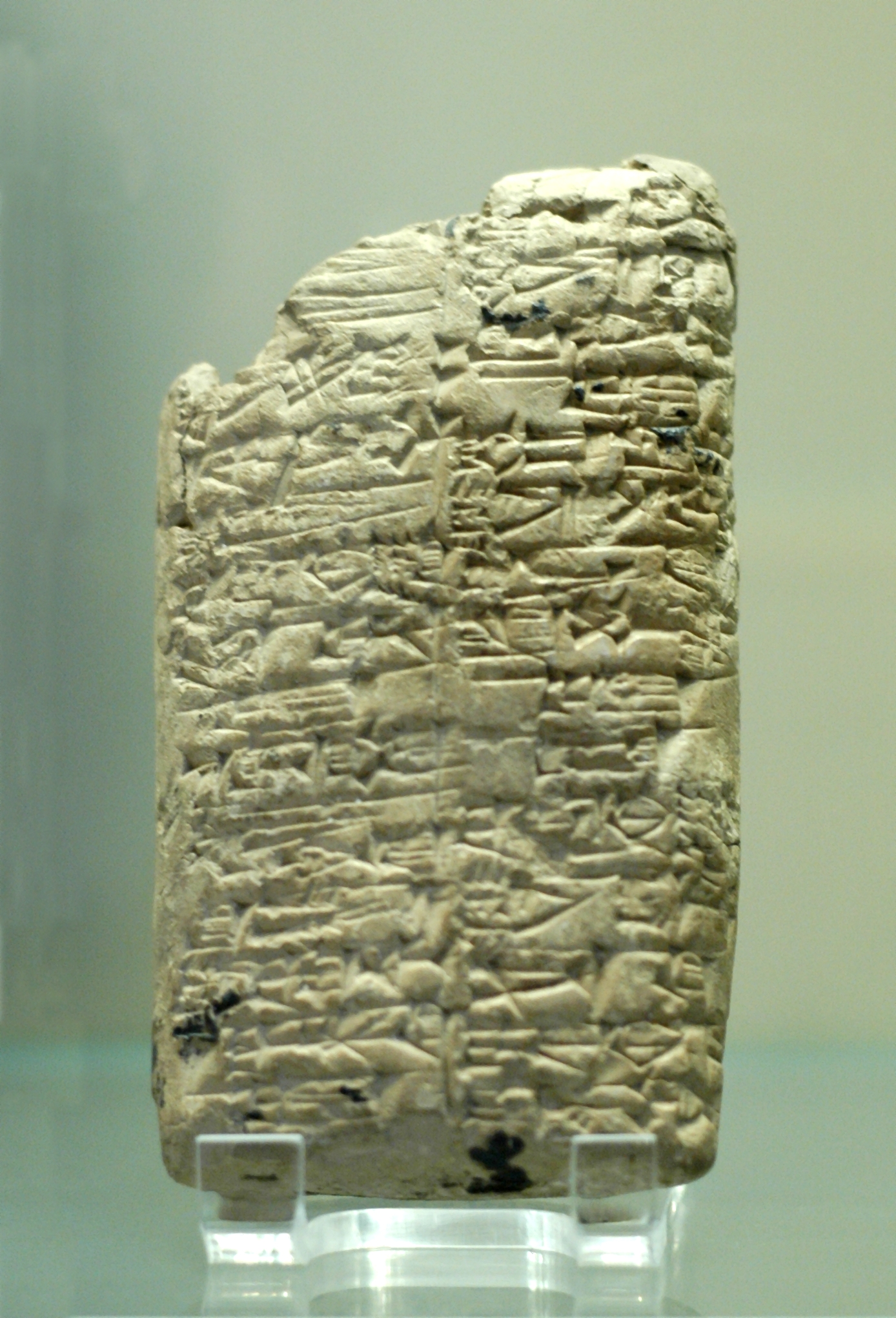
Глиняная табличка (ок. 2270 года до н. э.). Лувр, Париж

### Гончарное производство
Глина является основой гончарного, кирпичного производства. В смеси с водой глина образует тестообразную пластичную массу, пригодную для дальнейшей обработки. В зависимости от места происхождения природное сырьё имеет существенные различия. Одно можно использовать в чистом виде, другое необходимо просеивать и смешивать, чтобы получить материал, пригодный для изготовления различных изделий.

### Глинобитные строения

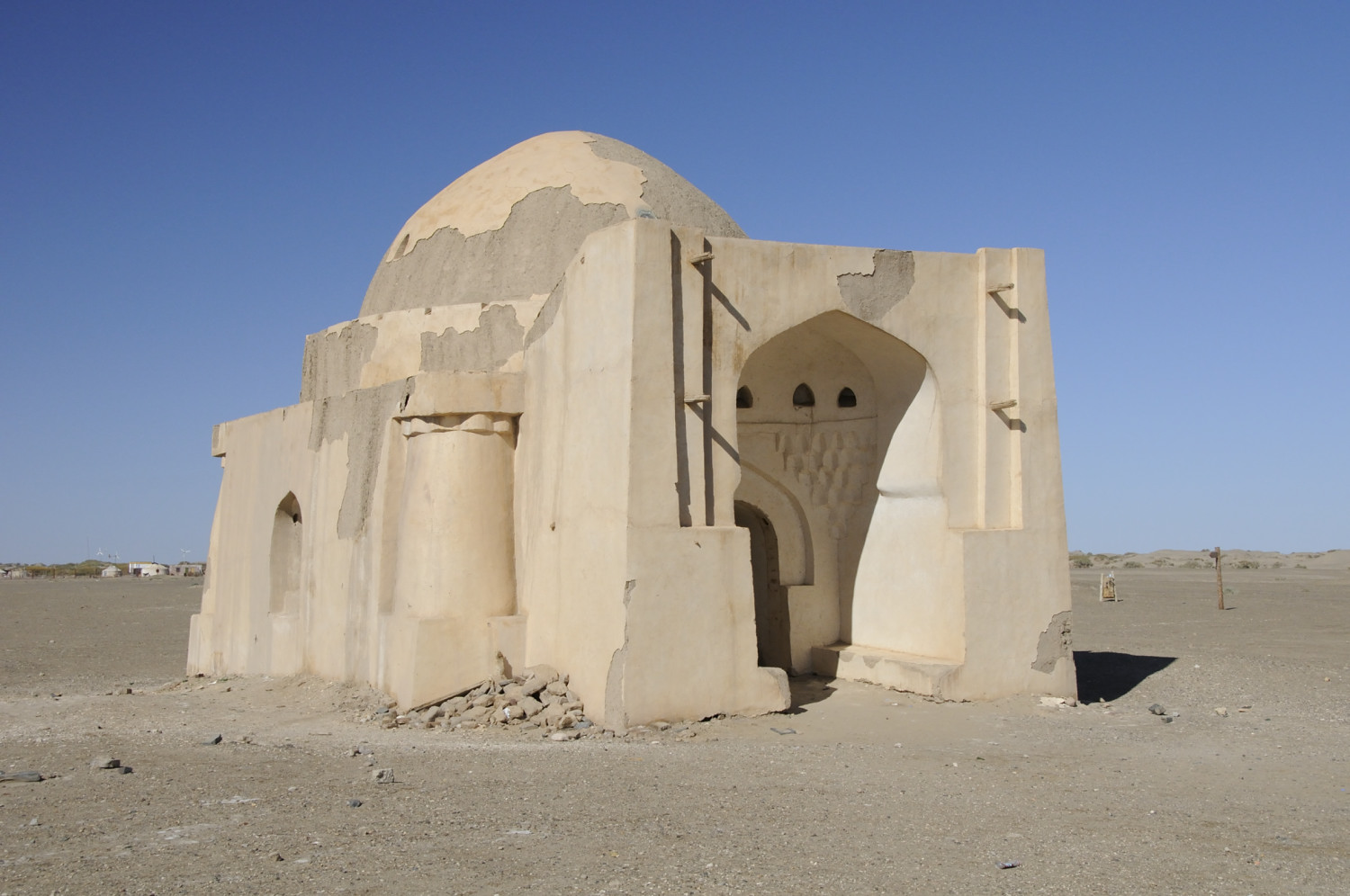
Глинобитная постройка в Хара-Хото

Это архитектурные сооружения, возводимые из глины или земли с обязательной примесью глины. Иногда глину смешивали с соломой или вереском. Получаемые из форм «кирпичики» прочно спрессовывались между собой утрамбовкой в форме прямо поверх нижнего слоя — буквально битья глины для возведения стены.
Перед употреблением в глинобитное дело глину готовили. Перемешивали с водой, пока не превратится в однородную массу, затем давали высохнуть до состояния сухого теста и уминали ногами, пока масса не начинала уверенно держать рабочего.
Чтобы земляные воды не размывали глиняную стену, сооружали кирпичный или щитовой цоколь. Стену возводили на высоту до 70 сантиметров, после чего выравнивали и давали окрепнуть в течение нескольких дней. После чего возводили стену дальше на такую же высоту. С целью устойчивости стена у основания была толще, чем наверху.

### Техническая керамика
Техническая керамика — большая группа керамических изделий и материалов, получаемых термической обработкой массы заданного химического состава из минерального сырья и других сырьевых материалов высокого качества, которые имеют необходимую прочность, электрические свойства (большое удельное объёмное и поверхностное сопротивление, большую электрическую прочность, небольшой тангенс угла диэлектрических потерь).

### Производство строительных материалов
Для изготовления цемента сначала добывают известняк и глину из карьеров. Известняк (приблизительно 75 % количества) измельчают и тщательно перемешивают с глиной (примерно 25 % смеси). Дозировка исходных материалов является чрезвычайно трудным процессом, так как содержание извести должно отвечать заданному количеству с точностью до 0,1 %.
Эти соотношения определяются в специальной литературе понятиями «известковый», «кремнистый» и «глинозёмистый» модули. Поскольку химический состав исходных сырьевых материалов вследствие зависимости от геологического происхождения постоянно колеблется, легко понять, как сложно поддерживать постоянство модулей. На современных цементных заводах хорошо зарекомендовало себя управление с помощью ЭВМ в комбинации с автоматическими методами анализа.
Правильно составленный шлам, подготовленный в зависимости от избранной технологии (сухой или мокрый метод), вводится во вращающуюся печь (длиной до 200 м и диаметром до 2—7 м) и обжигается при температуре около 1450 °C — так называемой температуре спекания. При этой температуре материал начинает оплавляться (спекаться), он покидает печь в виде более или менее крупных комьев клинкера (называемого иногда и портландцементным клинкером). Происходит обжиг.
В результате этих реакций образуются клинкерные материалы. После выхода из вращающейся печи клинкер попадает в охладитель, где происходит его резкое охлаждение от 1300 до 130 °C. После охлаждения клинкер измельчается с небольшой добавкой гипса (максимум 6 %). Размер зерен цемента лежит в пределах от 1 до 100 мкм. Его лучше иллюстрировать понятием «удельная поверхность». Если просуммировать площадь поверхности зёрен в одном грамме цемента, то в зависимости от толщины помола цемента получатся значения от 2000 до 5000 см² (0,2—0,5 м²). Преобладающая часть цемента в специальных ёмкостях перевозится автомобильным или железнодорожным транспортом. Все перегрузки производятся пневматическим способом. Меньшая часть цементной продукции доставляется во влаго- и разрывостойких бумажных мешках. Хранится цемент на стройках преимущественно в силосах.
Одним из основных направлений утилизации глинистых отходов является получение строительных материалов, а именно продуктов обжига (кирпич, керамзит), а также использование отходов обогащения как сырья для производства цемента. Применение сапонитсодержащей суспензии в качестве удобрений происходит по аналогии с доломитовой и известковой мукой, то есть в виде измельченного твердого осадка. Измельчение происходит в процессе приготовления сырьевой массы для получения портландцемента, вследствие чего нет необходимости в дополнительных операциях по измельчению и в ходе одного производственного процесса решаются две разные технические задачи.

### Применение в медицине и косметологии
Чаще всего в медицине и косметике используют каолин.
- Глина используется в медицине, например, глина входит в состав некоторых лечебных мазей, противодиарейных средств.
- В косметике глина является основой масок, некоторых мазей.
- Лечебные глины и грязи широко используются в курортолечении кожных, гинекологических болезней, заболеваний опорно-двигательного аппарата
- Белая глина может использоваться в качестве противоядия благодаря своим сорбентным свойствам (попугаи ара известны тем, что поедая глину, нейтрализуют токсины, содержащиеся в неспелых плодах).

### Съедобная глина
- пищевые добавки в корм скоту (глина монтмориллонитовая)
- для подкрашивания блюд в кулинарии — левкасная глина.

### Запекание в глине
В кухнях некоторых народов (напр. Юго-восточной Азии, маорийская кухня) применяется запекание в глине рыбы, птицы.
Однако, этот способ приготовления может быть использован — и используется — представителями любых народов — напр., в походе, на рыбалке, охоте, разведчиками, диверсантами, партизанами, жителями сельской местности.
Тушка птицы (с удалёнными внутренностями) или рыбы обмазывается толстым слоем глины (замуровывается в глиняный ком),
который кладётся в костёр, в котором это печётся до готовности.
При этом рыбу не очищают от чешуи, а птицу не ощипывают — когда готовый ком из обожжённой глины — кирпичный — раскалывают, рыбья чешуя и птичьи перья остаются на кирпичной оболочке, так что чистить тушку не приходится.

### Применение в истории
В Вавилонском царстве глину использовали в качестве писчего материала. Из глины изготавливались таблички, после чего на ней деревянной палочкой выдавливались штрихи. В конце табличка высушивалась, а текст, соответственно, фиксировался.

## Качество глины
Качество глины напрямую зависит от срока выдержки её после добычи на открытом воздухе.
Для производства фарфора глина вылеживалась ранее до 20 — 25 лет. Средний возраст вылёживания глины 2 — 3 года. Именно после такой выдержки она приобретает нужные качества. 3 года отведённого срока, глина, находясь на открытом воздухе и подвергаясь различным климатическим влияниям, окисляется и измельчается. В дальнейшем это придаёт ей повышенную пластичность в формовке. За 3 года под воздействием окружающей среды полностью разлагаются находящиеся в глине органические остатки.
В современном производстве этот срок может быть сокращён при условии постоянной переработки глины специальным оборудованием с постоянным увлажнением.

## Виды глины
Различают несколько разновидностей глины. Каждая из них используется по-своему. Глину с числом пластичности от 0,17 до 0,27 называют лёгкой, свыше 0,27 — тяжёлой. Большую часть добываемых и поступающих в продажу глин составляет каолин, который применяется в целлюлозно-бумажной промышленности и в производстве фарфора и огнеупорных изделий. Вторыми по важности материалами являются обычная строительная глина и глинистый сланец. Огнеупорная глина идёт на изготовление огнеупорного кирпича и других жаропрочных изделий.
Важное место среди видов глин занимает бентонит. Считают, что эта глина образовалась в результате химического распада вулканического пепла. При погружении в воду она разбухает, увеличивая свой объём в несколько раз. В основном она используется в буровых растворах при бурении скважин.
Сукновальная глина ценится за её отбеливающие свойства при очистке нефтепродуктов. Фильтры из сукновальной глины применяются при очистке растительных и минеральных масел.
Гончарная глина, именуемая также комовой, находит применение при изготовлении посуды. Глина или глинистый сланец представляет собой важное сырьё, которое вместе с известняком используется в производстве портландцемента.
Наиболее распространёнными в природе являются: красная глина, белая глина (каолин), глина из песчаника. Сорта глины — для производства фарфора, фаянса и огнеупорных изделий — каолин.

## Религия
Известный книжный, часто ироничный фразеологизм «колосс на глиняных ногах», означающий что-либо величественное, могущественное с виду, но по существу слабое, легко разрушающееся, восходит к библейскому рассказу о вавилонском царе Навуходоносоре, которому приснился зловещий сон. Он увидел огромного истукана, у которого голова была из золота, грудь и руки из серебра, живот и бёдра — из меди, колени — из железа, а ноги — из глины. Камень, упавший с горы, ударил колосса по глиняным ногам, и тот обратился в прах. Царь собрал жрецов и прорицателей, но никто не смог правильно истолковать его сон, кроме еврейского пророка Даниила, который истолковал этот сон как роковое предзнаменование грядущего разрушения и гибели Вавилонского царства под ударами персов.
Известно ещё одно существо — пражский Голем, персонаж еврейской мифологии, человек из неживой материи — глины, оживлённый каббалистами с помощью тайных знаний.
Коран о сотворении человека, сура 15, аят 26 (перевод Иман Валерии Пороховой): «Мы сотворили человека из гончарной глины, (Сухой) и звонкой (как фаянс), Которой Мы придали форму».